# Museica
| Recensione          | Giudizio |
| ------------------- | -------- |
| AllMusic            |          |
| Il Fatto Quotidiano | negativo |
| La Repubblica XL    | 7.3/10   |
| Rockol              |          |
| SpazioRock          |          |
| Storia della musica |          |
| MelodicaMente       |          |
| uRadio              | positivo |
| Onstage             |          |
| Deer Waves          | misto    |
| Suoni e strumenti   | positivo |
| Onion Magazine      | positivo |
| Outsiders Musica    | 8.3/10   |

Museica è il sesto album in studio del rapper italiano Caparezza, pubblicato il 22 aprile 2014 dalla Universal Music Group.
Pubblicato a distanza di tre anni da Il sogno eretico, è il primo album dell'artista pugliese ad aver raggiunto la prima posizione della classifica degli album più venduti in Italia.

## Descrizione
Il titolo dell'album è frutto di un incrocio tra le parole "musica" (essendo appunto un album), "museo" (dal momento che ogni brano è ispirato ad un'opera d'arte) e "sei" (è il sesto album dell'artista pugliese). Lo stesso Caparezza ha descritto Museica con le seguenti parole:
 La copertina dell'album riprende un quadro di Domenico Dell'Osso realizzato proprio per l'artista, dal titolo omonimo all'album.
L'album viaggia fra arte e violenza: secondo Caparezza «la maggior parte delle cose che animano questa Terra sono frutto di violenze. Per sfuggire all'inquietudine di vivere si cerca di costruire una realtà parallela, si crea un mondo ideale; l'arte è salvifica».
Nell'ottobre 2014 l'album viene inserito nella rosa dei finalisti per la Targa Tenco come "album dell'anno", aggiudicandosi il premio.

## Brani

### Canzone all'entrata
Come deducibile dal titolo, si tratta del brano di apertura di Museica, con il quale Caparezza intrattiene la gente in fila in attesa di entrare nel museo.

### Avrai ragione tu (ritratto)

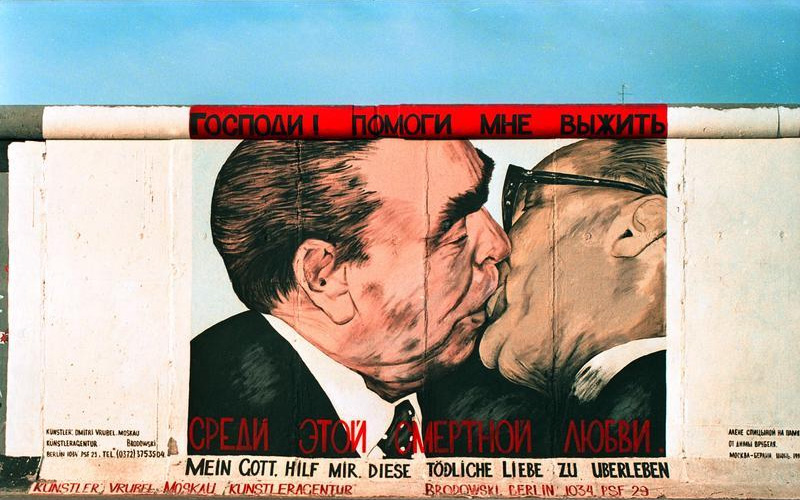
My God, Help Me to Survive This Deadly Love (Mein Gott, hilf mir diese tödliche Liebe zu überleben) di Dmitrij Vrubel' come appariva nel 1991.

Quarto singolo estratto dall'album, Caparezza, ispirandosi al graffito My God, Help Me to Survive This Deadly Love di Dmitrij Vrubel', ritratta le sue posizioni e si scusa con i bersagli delle sue invettive, ma solo perché glielo ordina «il plotone di bolscevichi che alberga nella sua testa».

### Mica van Gogh

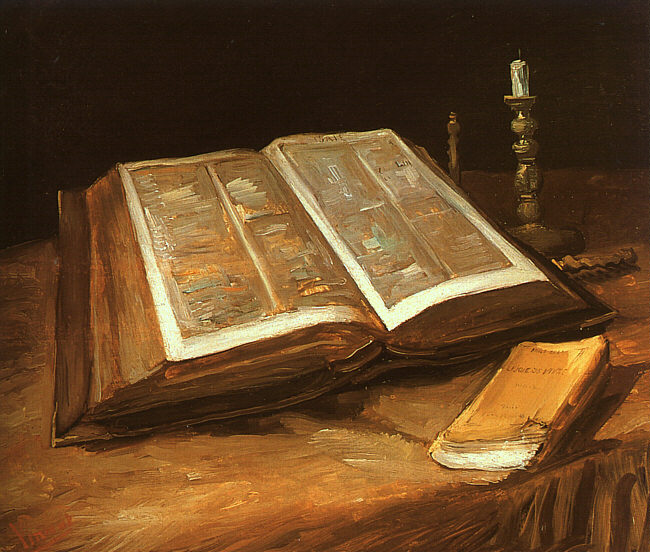
Il brano è stato ispirato dal dipinto Natura morta con Bibbia di Vincent van Gogh, 1885, olio su tela, 65x78 cm, Van Gogh Museum, Amsterdam.

Quinto ed ultimo singolo estratto dall'album, questa è la canzone "primogenita" dell'album: l'artista infatti di un viaggio ad Amsterdam ammette che "tra le prostitute e la marijuana ha scelto Van Gogh" e si è appassionato alle sue opere e ai suoi scritti. Da qui l'idea di scrivere un album ispirato a delle opere d'arte. In questo brano traccia un parallelo tra la vita tormentata dell'artista olandese e quella di una persona qualunque, in particolare si rivolge all'odierno adolescente medio e lo paragona continuamente a Van Gogh (ad esempio: "Lui 300 lettere, letteratura fine, tu 160 caratteri, due faccine, fine"); ad uscire vincitore dal confronto è ovviamente l'artista olandese.

### Non me lo posso permettere
È il primo singolo dell'album ed è stato pubblicato il 21 marzo 2014. Secondo le parole dello stesso Caparezza, il brano è ispirato ai Tre studi di Lucian Freud, un trittico del pittore irlandese Francis Bacon realizzato nel 1969 e venduto in un'asta per la cifra di oltre 140 milioni di dollari, offrendo lui «lo spunto per sviscerare la frase più pronunciata di questi ultimi anni».

### Figli d'arte

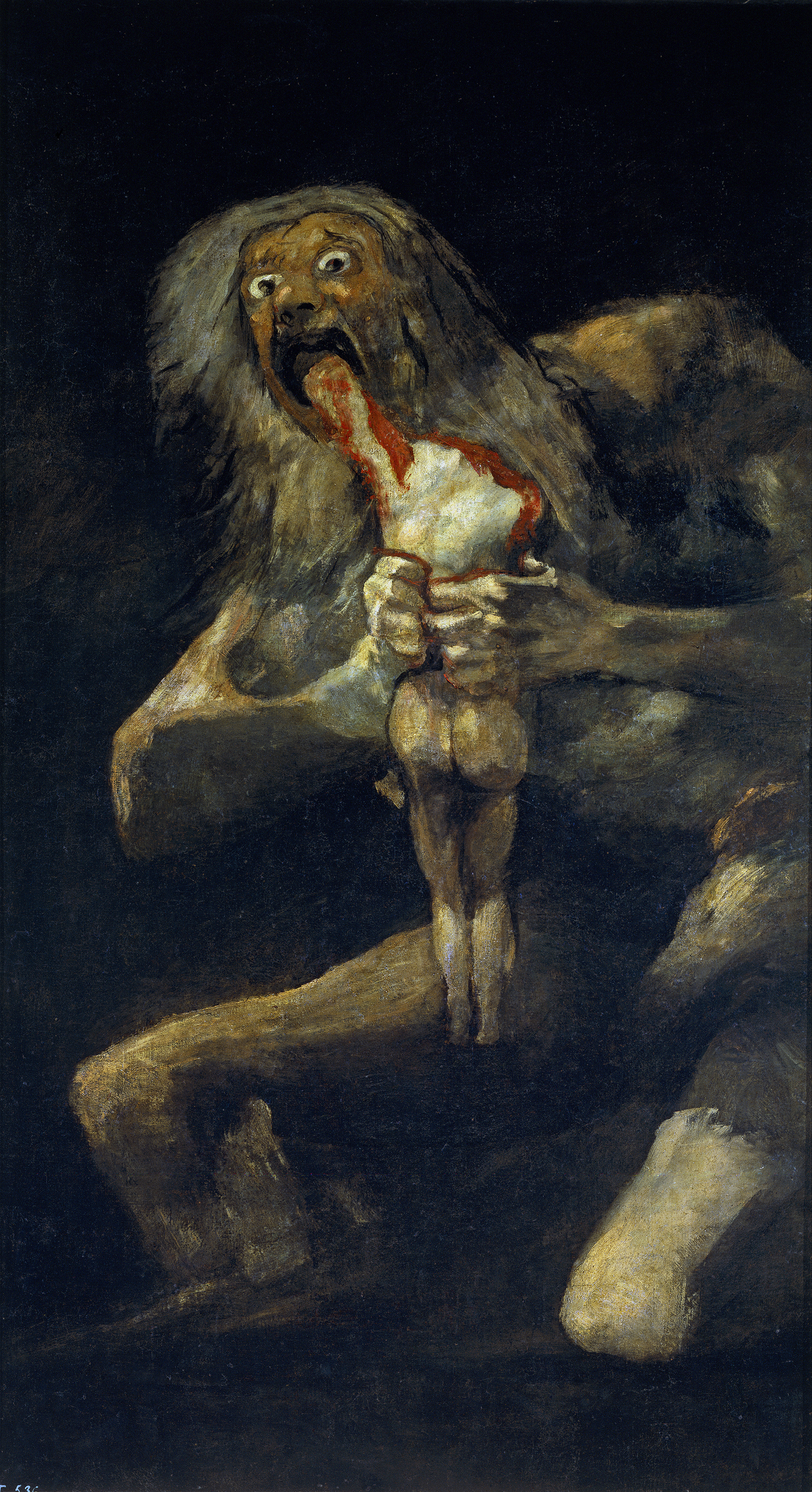
Francisco Goya, Saturno che divora i suoi figli, 1819-1823, olio su intonaco, 146 cm × 83 cm, Museo del Prado, Madrid.

Caparezza si mette nei panni del figlio di un famoso cantante e parla dell'assenza del padre che, essendo sempre impegnato tra palco e fan, non ha mai tempo per lui o lo ignora, quasi come se volesse più bene al suo pubblico che al proprio figlio.

Il brano è stato ispirato dal dipinto di Francisco Goya, Saturno che divora i suoi figli:

### Comunque dada
Si parla del rifiuto della violenza e della guerra da parte dei dadaisti che, piuttosto, preferiscono ritrovarsi al Cabaret Voltaire per dissacrare l'arte. A tal proposito, il brano è stato ispirato dal ready-made L.H.O.O.Q. di Marcel Duchamp, in cui viene rappresentata una Gioconda con i baffi.

### Giotto beat

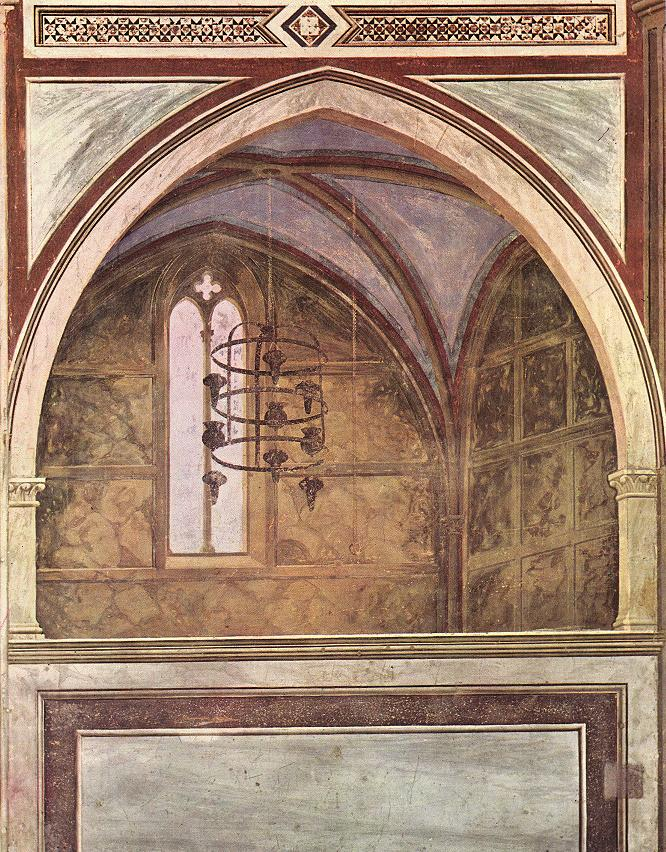
Uno dei coretti della Cappella degli Scrovegni affrescati da Giotto.

Denuncia la mancanza di prospettiva in Italia; l'invocazione di Giotto deriva dal doppio significato della parola "prospettiva" (quella riguardante il futuro e quella visiva, che fu il punto di forza dell'arte di Giotto).

Il brano è stato ispirato dal dipinto dello stesso Giotto, Coretti:

### Cover
È stato il primo brano ad essere estratto dall'album. Per esso è stato realizzato un videoclip, girato da Calu nel deserto del Mojave (California), e cita sia nel testo che nel video varie copertine di numerosi album famosi del passato, come Innuendo dei Queen, War degli U2, Fear of the Dark degli Iron Maiden, Nevermind dei Nirvana e The Velvet Underground & Nico dei Velvet Underground con Nico, disegnato da Andy Warhol.

È stato ispirato dalla celebre Banana di Andy Warhol:

### China Town

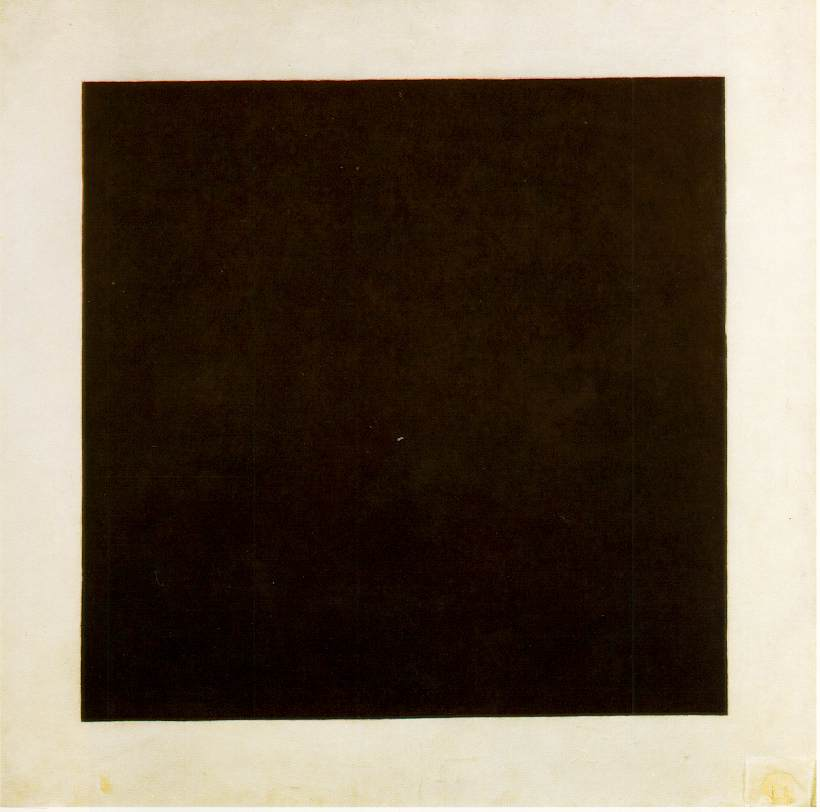
Kazimir Severinovič Malevič, Quadrato nero, 1915, olio su tela, Museo russo.

Terzo singolo estratto dall'album, si tratta di un brano dalla melodia quasi malinconica, definita dallo stesso Caparezza come la sua prima ballata. Il testo è una dichiarazione d'amore verso la scrittura e l'inchiostro (appunto la "china"). Esso è stato ispirato dal Quadrato nero di Kazimir Severinovič Malevič.

### Canzone a metà

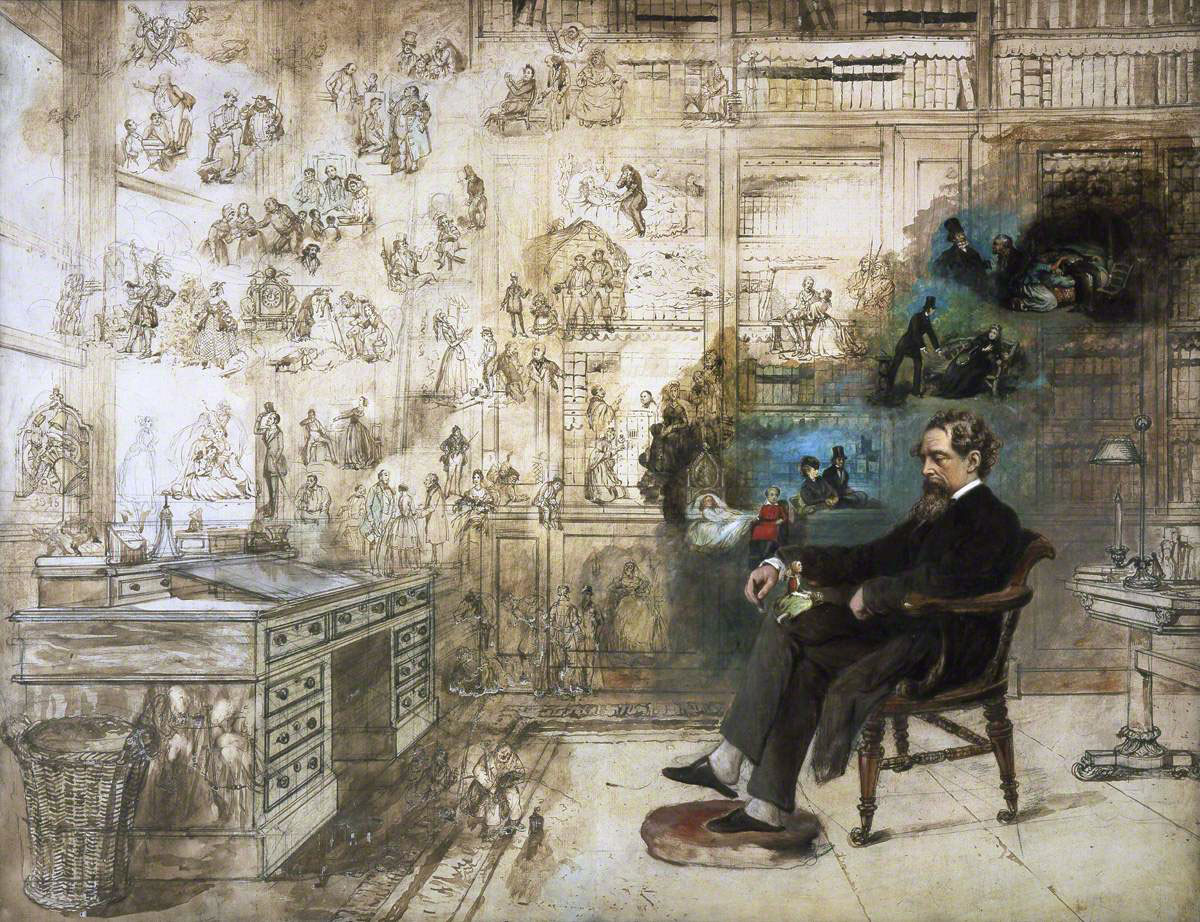
Robert William Buss, Il sogno di Dickens.

Si tratta del brano posizionato a metà dell'album. Il brano è anche una critica ironica a tutte le cose lasciate a metà per paura di fallire o per mancanza di coraggio e volontà (ad esempio smettere di fumare). Nel testo vengono citate varie opere incompiute come i Prigioni di Michelangelo Buonarroti, la Turandot di Giacomo Puccini e Il sogno di Dickens di Robert William Buss, da cui il brano trae ispirazione.

### Teste di Modì
Ispirato dall'opera Ritratto di Jeanne Hébuterne del celebre falsario Elmyr de Hory, il brano parla della famosa beffa delle Teste di Modì: queste teste, secondo la leggenda, sarebbero state gettate nel Fosso mediceo dallo stesso Modigliani, sconfortato dai giudizi negativi al suo lavoro. Quando nel 1984 vennero ritrovate tre sculture proprio nel Fosso mediceo, i critici affermarono con sicurezza che quelle fossero le opere di Modigliani e immediatamente vennero inaugurate mostre e scritti libri sul ritrovamento; ma un mese dopo l'avvenuto, tre studenti livornesi dichiararono di essere loro gli autori della seconda testa e come controprova la rifecero in diretta TV. Anche le altre due teste erano dei falsi, creati dal pittore Angelo Froglia per "verificare fino a che punto la gente, i critici, i mass-media creano dei miti".
Per il brano è stato realizzato un lyric video, diretto da Fernando Luceri e pubblicato il 24 luglio sul canale YouTube di Caparezza, nel quale compaiono Pietro Luridiana, Michele Ghelarducci e Piefrancesco Ferrucci, gli autori della seconda testa.

### Argenti vive

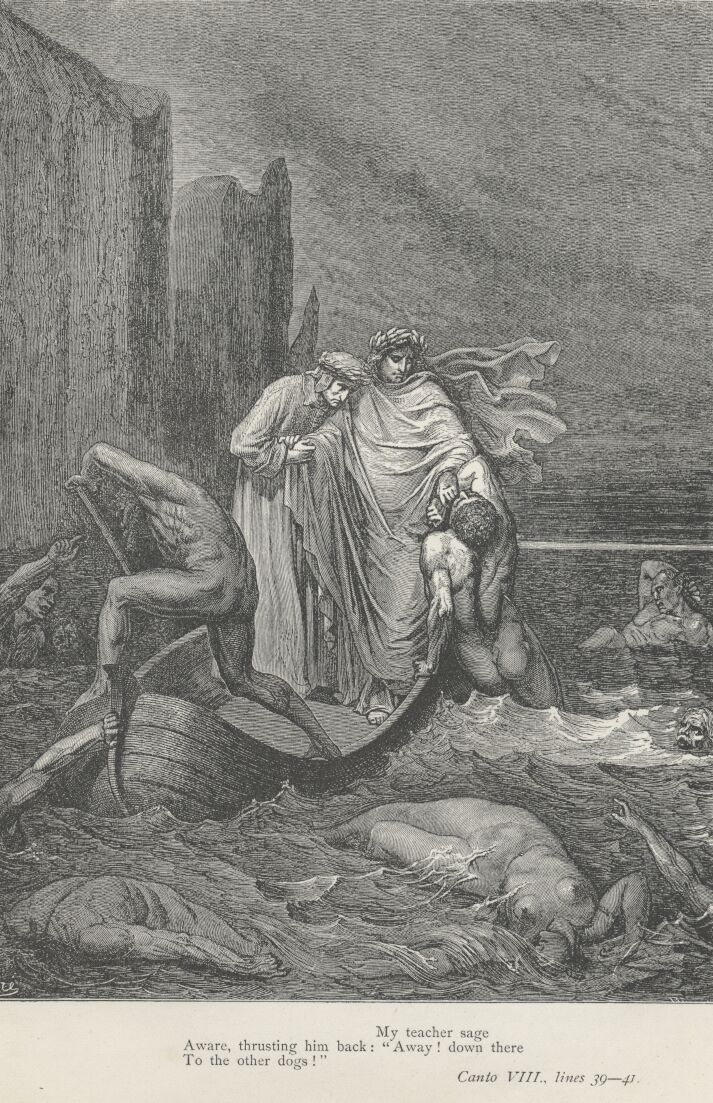
Gustave Doré, Virgilio respinge Argenti nel fiume Stige..
«Allor distese al legno ambo le mani; / per che 'l maestro accorto lo sospinse, / dicendo: "Via costà con li altri cani!"»

Caparezza dà voce a Filippo Argenti, contemporaneo di Dante Alighieri messo da quest'ultimo all'inferno nella Divina Commedia; adesso Argenti può rispondere a Dante e raccontare la sua versione dei fatti.
Argenti vive è ispirato dall'illustrazione di Gustave Doré Virgil Pushes Filippo Argenti Back into the River Styx:
Per questo brano è stato realizzato un videoclip, diretto da Roberto Tafuro e pubblicato il 3 luglio 2015.

### Compro horror
Ispirato dal dipinto Concetto spaziale, attesa di Lucio Fontana, il brano parla del crescente spazio che TV e giornali riservano alla cronaca nera. In merito a ciò, Caparezza ha spiegato che le opere di Fontana «diventano il pretesto per raccontare l'attenzione morbosa di chiunque verso i fatti di cronaca nera. Il Compro Horror valuta la tua salma e la paga più di tutti».
Per il brano è stato realizzato un videoclip a 360 gradi, diretto da Alex Bufalo e pubblicato il 28 settembre 2015.

### Kitaro
Si tratta di una rivisitazione della sigla del popolare anime giapponese GeGeGe no Kitarō ed è ispirata all'opera Hiratsuka di Shigeru Mizuki.

### Troppo politico

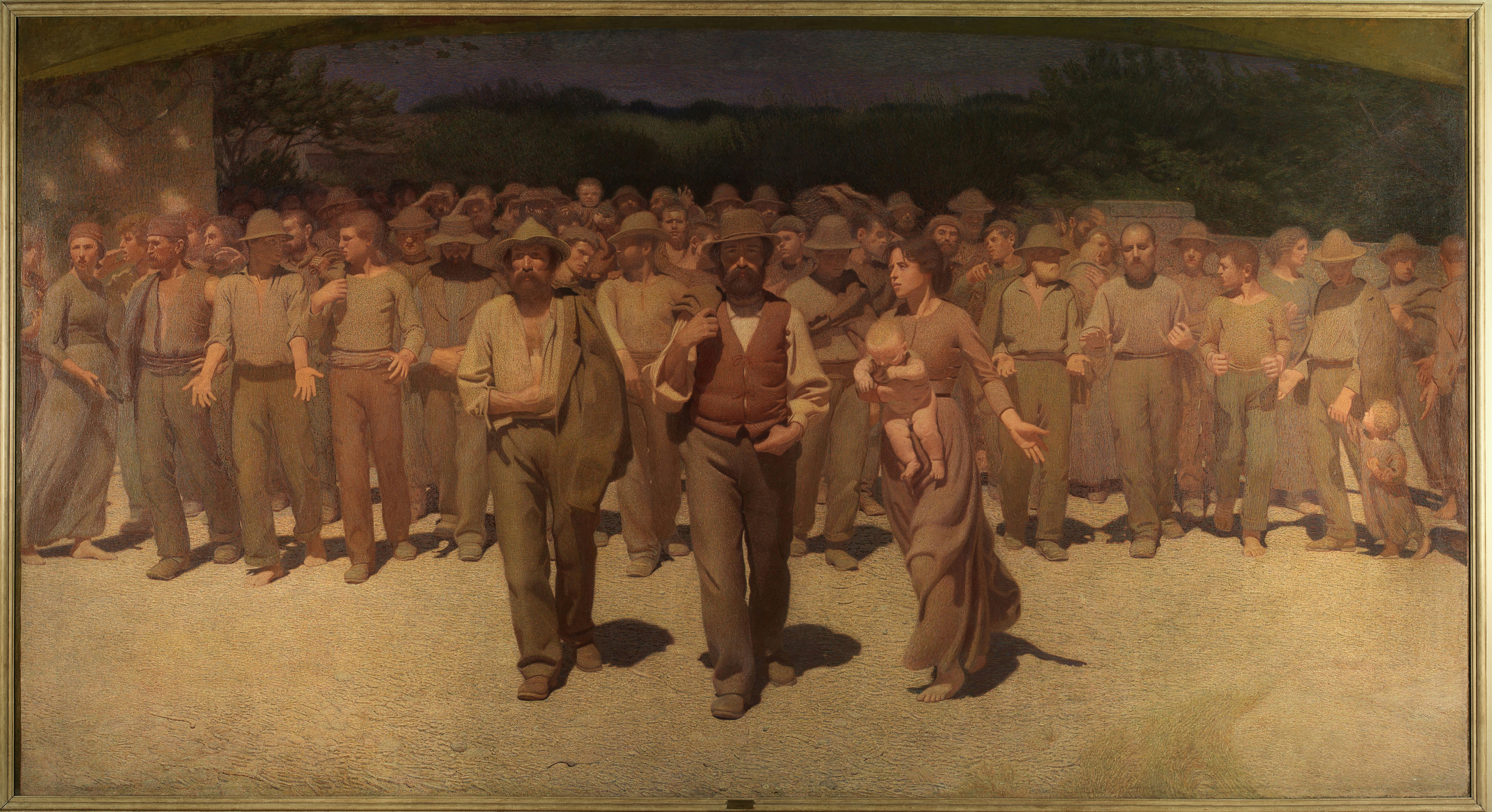
Giuseppe Pellizza da Volpedo, Il Quarto Stato, 1901, olio su tela, 293 cm × 545 cm, Museo del Novecento, Milano.

Con questo brano, ispirato dal celebre dipinto di Giuseppe Pellizza da Volpedo Il quarto stato, Caparezza risponde a tutti coloro che lo criticano di essere troppo politico e di parlare quasi esclusivamente di politica: «È quello che pensano io sia. I miei detrattori, intendo. Non so se prenderla come offesa o complimento, nel frattempo ci scherzo su».

### Sfogati
Viene presa di mira la critica continua e volgare a tutto ciò che non ci piace, del tipo "Bah, questo lo so fare pure io"; Caparezza invita l'ascoltatore a sfogare tutta la sua rabbia su di lui.
Il brano è ispirato alla Testa di tigre di Antonio Ligabue.

### Fai da tela
Brano preferito di Caparezza, lo stesso spiega che «ognuno di noi è una tela bianca che viene dipinta dai giudizi altrui; viviamo nell'illusione di essere noi stessi, in realtà siamo come ci dipingono gli altri».
Il brano è ispirato al dipinto The Little Deer di Frida Kahlo.

### È tardi
Secondo singolo estratto dall'album, il brano parla della frenesia della società odierna, così frenetica che è sempre troppo tardi per qualsiasi cosa. È ispirato al dipinto La persistenza della memoria di Salvador Dalí, in cui l'ambiente, fra cui anche tre orologi, appare dilatato e floscio: il tempo dunque è relativo, metafisico, e Caparezza spiega: «forse è tardi, ma non mi fermerò».

### Canzone all'uscita
Con questo brano Caparezza intrattiene i visitatori verso l'uscita del museo. Secondo le sue stesse parole, il brano svolge «una sorta di riassunto di ciò che hanno visto per inoculare loro la voglia di ritornare in galleria e ricominciare il viaggio».

## Tracce
Testi e musiche di Michele Salvemini, eccetto dove indicato.
1. Canzone all'entrata – 2:02
2. Avrai ragione tu (ritratto) – 4:23
3. Mica van Gogh – 3:55
4. Non me lo posso permettere – 3:46
5. Figli d'arte – 3:38
6. Comunque dada – 3:07
7. Giotto beat – 3:32
8. Cover – 5:10
9. China Town – 3:55
10. Canzone a metà – 3:23
11. Teste di Modì – 3:46
12. Argenti vive – 4:39
13. Compro horror – 4:02
14. Kitaro – 3:05
15. Troppo politico – 3:35
16. Sfogati – 3:35
17. Fai da tela (feat. Diego Perrone) – 3:59
18. È tardi (feat. Michael Franti) – 4:34
19. Canzone all'uscita – 1:54

Traccia bonus nella versione di iTunes
1. Museica Documentario (Short Version) – 14:28

## Formazione
- Caparezza – voce, arrangiamenti
- Alfredo Ferrero – chitarra, arrangiamenti
- Giovanni Astorino – basso, violoncello
- Gaetano Camporeale – tastiera, arrangiamenti
- Emanuele Petruzzella – pianoforte
- Rino Corrieri – batteria
- Pantaleo Gadaleta – violino
- Serena Soccoia – violino
- Francesco Capuano – viola
- Giuliano Teofrasto – tromba
- Angelantonio De Pinto – trombone
- Luigi Tridente – sassofono
- Giuseppe Smaldino – corno, bassotuba
- Floriana Casiero – cori
- Rossella Antonacci – cori
- Luigi Nardiello – cori
- Antonio Minervini – cori
- Simone Martorana – cori
- Valeria Quarto – cori
- Nicola Quarto – cori
- Fabio Losito – violino (traccia 4)
- Roddy Rock – voce aggiuntiva (traccia 8)
- Paolo Daniele – armonica (traccia 8)
- Albina Stella – voce aggiuntiva (traccia 15)
- Diego Perrone – voce aggiuntiva (traccia 17)
- Michael Franti – voce aggiuntiva (traccia 18)
- DJ Walimai – scratch (traccia 18)

Produzione
- Caparezza – produzione artistica, produzione esecutiva
- Claudio Ongaro – produzione esecutiva
- Valentina Pacchiarini – produzione esecutiva
- Antonio Porcelli – registrazione
- Francesco Aiello – registrazione
- Chris Lord-Alge – missaggio
- Keith Armstrong – ingegneria del suono aggiuntiva
- Nik Korpen – ingegneria del suono aggiuntiva
- Dmitar Krnjaic – montaggio Pro Tools aggiuntivo
- Gavin Lurssen – mastering
- Ruben Cohen – mastering aggiuntivo
- Spencer Kettrick – mastering aggiuntivo

## Classifiche

### Classifiche settimanali
| Classifica (2014) | Posizione massima |
| ----------------- | ----------------- |
| Italia            | 1                 |
| Svizzera          | 78                |

### Classifiche di fine anno
| Classifica (2014) | Posizione |
| ----------------- | --------- |
| Italia            | 17        |
| Classifica (2015) | Posizione |
| Italia            | 100       |